# Dato Hoffer Ampatuan
Datu Hoffer Ampatuan es un municipio filipino de sexta categoría, situado al sur de la isla de Mindanao. Forma parte de la provincia de Maguindánao situada en la región de la Nación Mora. 
Para las elecciones está encuadrado en el Segundo Distrito Electoral de esta provincia.

## Barrios
El municipio  de Dato Anggal Hoffer Ampatuán se divide, a los efectos administrativos, en 11 barangayes o barrios, conforme a la siguiente relación:
| - Kubentong - Labu-labu I - Labu-labu II | - Limpongo (Población) - Sayap - Taib | - Talibadok - Tuayán - Tuayán I | - Macalag - Tuntungán |  |

## Historia

### Influencia española
Este territorio fue parte de la Capitanía General de Filipinas (1520-1898).
Hacia 1696 el capitán Rodríguez de Figueroa obtiene del gobierno español el derecho exclusivo de colonizar Mindanao.
El 1 de febrero de este año parte de Iloilo alcanzando la desembocadura del Río Grande de Mindanao, en lo que hoy se conoce como la ciudad de Cotabato.

### Ocupación estadounidense
En 1903, al comienzo de la ocupación estadounidense de Filipinas Cotabato forma parte de la nueva provincia del Moro. En septiembre de 1914 se crea el Departamento de Mindanao y Sulú, una de sus provincias es Provincia de Cotabato y Dinaig fue uno de sus distritos municipales.

### Autonomía
Por Ley N º 220, ratificada mediante plebiscito el 30 de julio de 2009, 9 barrios hasta entonces pertenecientes al  municipio de Jerife  Aguak, Labu-Labu I, Labu-Labu II, Kubentog, Limpongo, Sayap, Taib, Talibadok, Tuayán y Tuayán I; parte de los barrios de Macalag y de  Tuntugan , en el municipio de Dato Unsay; quedan separados para formar el nuevo municipio denominado Dato Hoffer Ampatuán.
La sede del gobierno municipal será el barrio Limpongo que pasa a  ser conocido en adelante como la "Población".